# Holiare
Holiare es un municipio del distrito de Komárno en la región de Nitra, Eslovaquia, con una población estimada a final del año 2024 de 458 habitantes.
Se encuentra ubicado al suroeste de la región, cerca de los ríos Danubio y Váh, y de la frontera con Hungría.

## Demografía
| Año        | 1994 | 2004    | 2014     | 2024    |
| ---------- | ---- | ------- | -------- | ------- |
| Población  | 425  | 413     | 493      | 458     |
| Diferencia |      | −2,82 % | +19,37 % | −7,09 % |

| Año        | 2023 | 2024    |
| ---------- | ---- | ------- |
| Población  | 463  | 458     |
| Diferencia |      | −1,07 % |